# Jean Adam
Pour les articles homonymes, voir Jean Adam (homonymie) et Adam (homonymie).
Jean Maurice Adam est un scientifique et un homme politique français, né le 6 mars 1883 à Bordeaux et décédé le 25 août 1949 à Paris.

## Biographie
Diplômé du Politechnic Institute de Londres, spécialiste des industries chimiques et électriques et proche d'André Tardieu, il se présente comme candidat conservateur aux élections législatives de 1928 en Seine-et-Oise. Élu, il rejoint le groupe parlementaire de l'Union républicaine démocratique, émanation de la Fédération républicaine à la Chambre des députés.
En 1931, il devient également conseiller général du canton de Marly-le-Roi mais est battu aux élections législatives l'année suivante. Il reprend alors ses activités professionnelles.